# Nikolausgarten
Der Nikolausgarten, auch Nikolausgärtlein, Nikolausgarterl und regional auch Goldberg genannt, ist ein Nikolausbrauch in Salzburg und Niederösterreich.

## Geschichte
Nach Karl Adrian ist der Nikolausgarten ein alter Brauch der Oberndorfer Schiffer, die den Garten für ihre Kinder anfertigten. In den 1890er Jahren wurde er auch auf dem Salzburger Nikolausmarkt angeboten. Dann verschwand der Brauch, bis er in den 1920er/1930er Jahren im Zuge der Braucherneuerung wiederbelebt wurde. Adrian berichtete 1936, dass der Brauch sich in den letzten 10 Jahren wieder eingebürgert habe und in vielen Salzburger Familien neben dem Adventkranz gepflegt werde.
Das Österreichische Museum für Volkskunde in Wien hat ein aus Holz, Moos, Papier, Watte und Wachs gefertigtes Exemplar aus dem Jahr 1917 in seiner Sammlung.

## Gestaltung

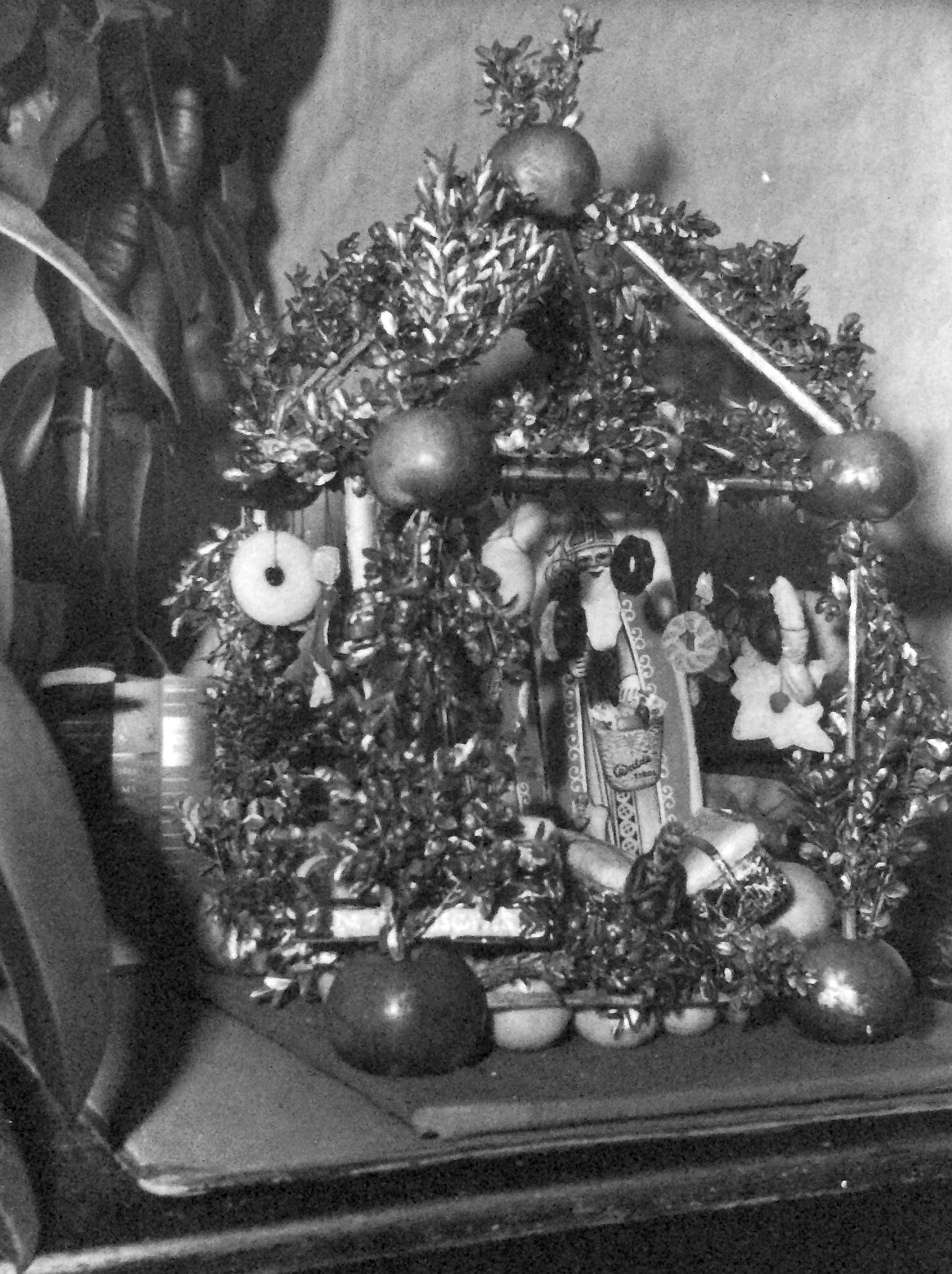
Goldberg aus Hallein. Nikolofeier am 5. Dezember

Von der Gestaltung her ist der Nikolausgarten dem Paradeisl verwandt. Die Grundlage des Gartens bildet ein quadratisches Brett von 30 bis 40 cm Seitenlänge und 2,5 cm Dicke. Um das Brett herum läuft ein 8 bis 10 cm hoher Zaun mit 12 bis 16 Zaunsäulen. Der Boden des Brettes wird grün gestrichen und mit Moos belegt. Am Rand, parallel zum Zaun, sind auf drei Seiten in kleinen Abständen Löcher zum Einstecken von Tannenzweigen gebohrt, so dass das Ganze wie von einem Wald umgeben aussieht. Statt der Tannenzweige können auch Buchsbaumzweige verwendet werden, die mitunter vergoldet sind. Die vierte Seite bleibt frei, um einen Einblick in das Innere des Gartens zu gewähren. Auf die Säulen des Zaunes an der Vorderseite werden vier kleine weiße Wachskerzen gesteckt, die am Nikolausabend brennen. An den vier Ecken stecken auf ca. 30 cm hohen Stäben vergoldete Nüsse, welche die vier Adventsonntage versinnbildlichen. Im Innern des Gartens stehen die beiden Figuren des Heiligen Nikolaus und seines alpenländischen Begleiters Klaubauf/Krampus. Vor ihnen liegen auf dem grünen Moospolster die Gaben für die Kinder: rotbackige Äpfel, dazwischen vergoldete Nüsse, manchmal auch Feigen, Zwetschgen, Boxhörndl (= Johannisbrot) und andere Süßigkeiten.
In Schörfling am Attersee im Attergau und im Tennengau in Hallein heißt der Nikolausgarten Goldberg. Die Form des Goldberges ist ebenfalls würfelig, mit einem aufgesetzten Walmdach. Diese geometrische Form entsteht durch vergoldete, gespitzte Holzstecken, die an den Eckpunkten in Äpfel gesteckt werden. Die Hölzer sind mit vergoldeten, gebundenen Buchsbaumzweigen geschmückt und von den horizontalen Streben hängen verschiedene Süßigkeiten und Schmuck. Auch der Innenraum des Goldberges ist gefüllt mit kleinen Geschenken. Das sind oft vergoldete Walnüsse, Bockshörndln, Orangen und Mandarinen, Kletzenbrot und Bonbons.

## Brauchtum

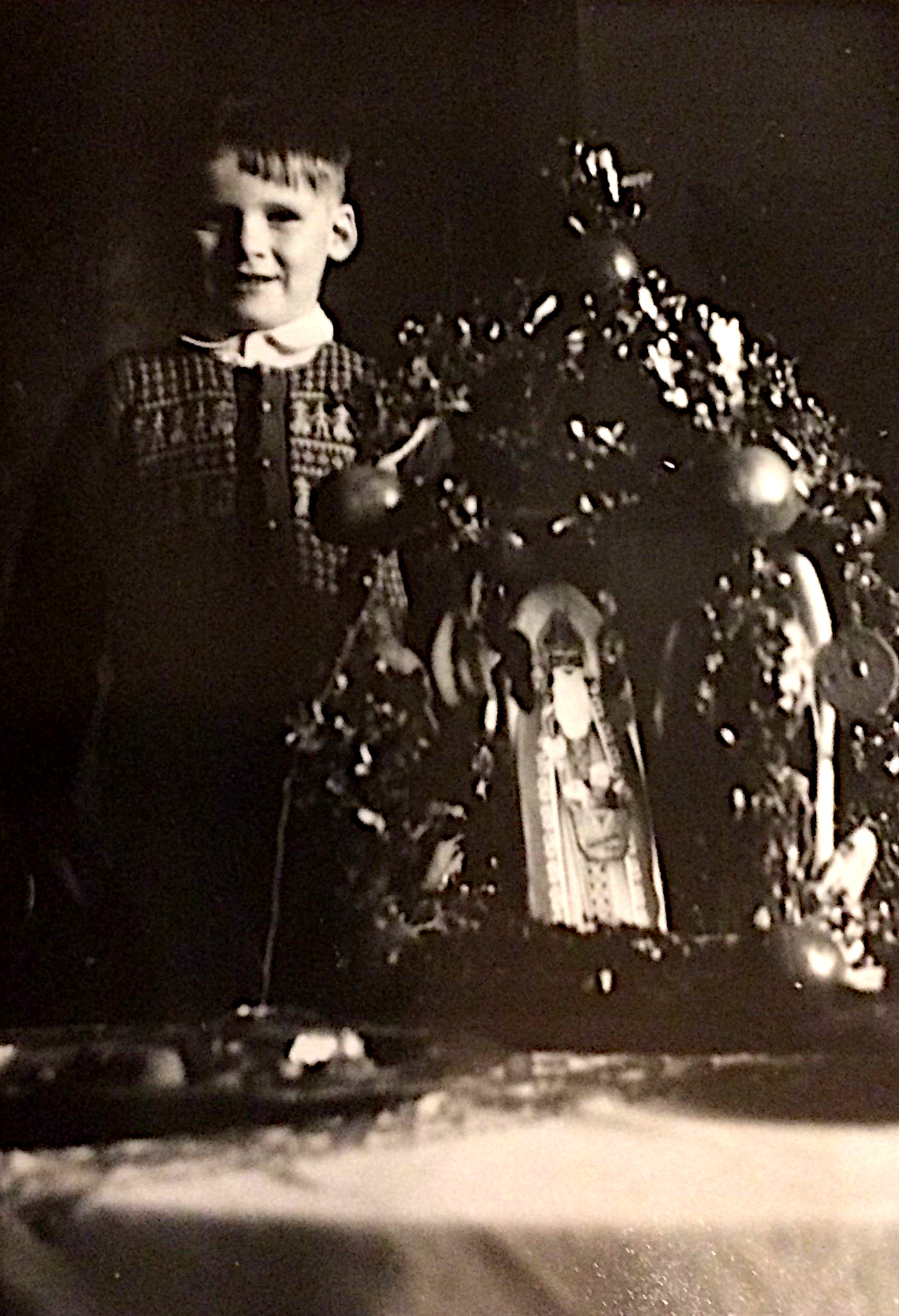
Goldberg mit Kind, Hallein

Der Nikolausgarten wird am Vorabend des Nikolaustages, also am 5. Dezember aufgestellt. In Schörfling am Attersee wurde bereits in den 1920er Jahren zum Nikolausfest am 5. Dezember ein sogenannter Goldberg vom Nikolaus gebracht. Bei diesem Brauch zog eine als heiliger Nikolaus verkleidete Person mit Bischofsmütze, weißem Bart, Bischofsgewand und Bischofsstab, meistens in Begleitung von einem Engel und dem Krampus, von Haus zu Haus und übergab den von den Eltern vorbereiteten Goldberg an die Kinder. Wenn der Nikolaus erschien, wurden Kerzen angezündet, aus dem Goldenen Buch gute und schlechte Taten der Kinder vorgetragen, Nikolauslieder gesungen, und dann wurde vom Nikolaus gelobt oder vom Krampus bestraft.
Der Nikolausgarten war gleichsam der Vorläufer der Weihnachtskrippe; er blieb bis zum Heiligabend stehen.